# Trebatsch
Trebatsch (niedersorbisch Žrjobolce; 1937–1945 Leichhardt), auch Leichhardtgemeinde genannt, ist ein Ortsteil von Tauche, der sich aus dem Dorf Trebatsch und den früheren Ortsteilen Sabrodt, Sawall und Rocher zusammensetzt. Trebatsch liegt an der Spree im Südwesten des Landkreises Oder-Spree in Brandenburg, unweit des Schwielochsees.
Bekannt ist der auf der Nordseite der Spree liegende Ortsteil Sabrodt als Geburtsstätte von Ludwig Leichhardt (1813–1848), einem Entdeckungsreisenden in Australien.
In Trebatsch befinden sich die von 1867 bis 1869 im Stil der Neogotik errichtete Dorfkirche Trebatsch und Fachwerkhäuser einer früheren Saatzuchtanstalt. Trebatsch und Sabrodt waren ursprünglich über eine Fähre, später über eine Holzzugbrücke erreichbar. Heute verbindet die Orte eine 81 Meter lange Stahlbetonbrücke, die 1945 gesprengt worden war, 1956 wieder aufgebaut und Anfang der 1990er Jahre saniert wurde. Trebatsch ist der Standort des Ludwig-Leichhardt-Museums. Bis 2000 befand sich dort auch die 1980 benannte Leichhardt-Schule, die wegen Schülermangels geschlossen wurde. In Tauche befindet sich die heutige Ludwig-Leichhardt-Grundschule. Außerdem führt der Leichhardt-Wanderweg durch die Gemeinde, und auch ein Fuß- und Radwanderweg, der sogenannte „Leichhardt-Trail“, beginnt hier. Beide führen zu den wichtigsten Punkten in Leichhardts Jugend.

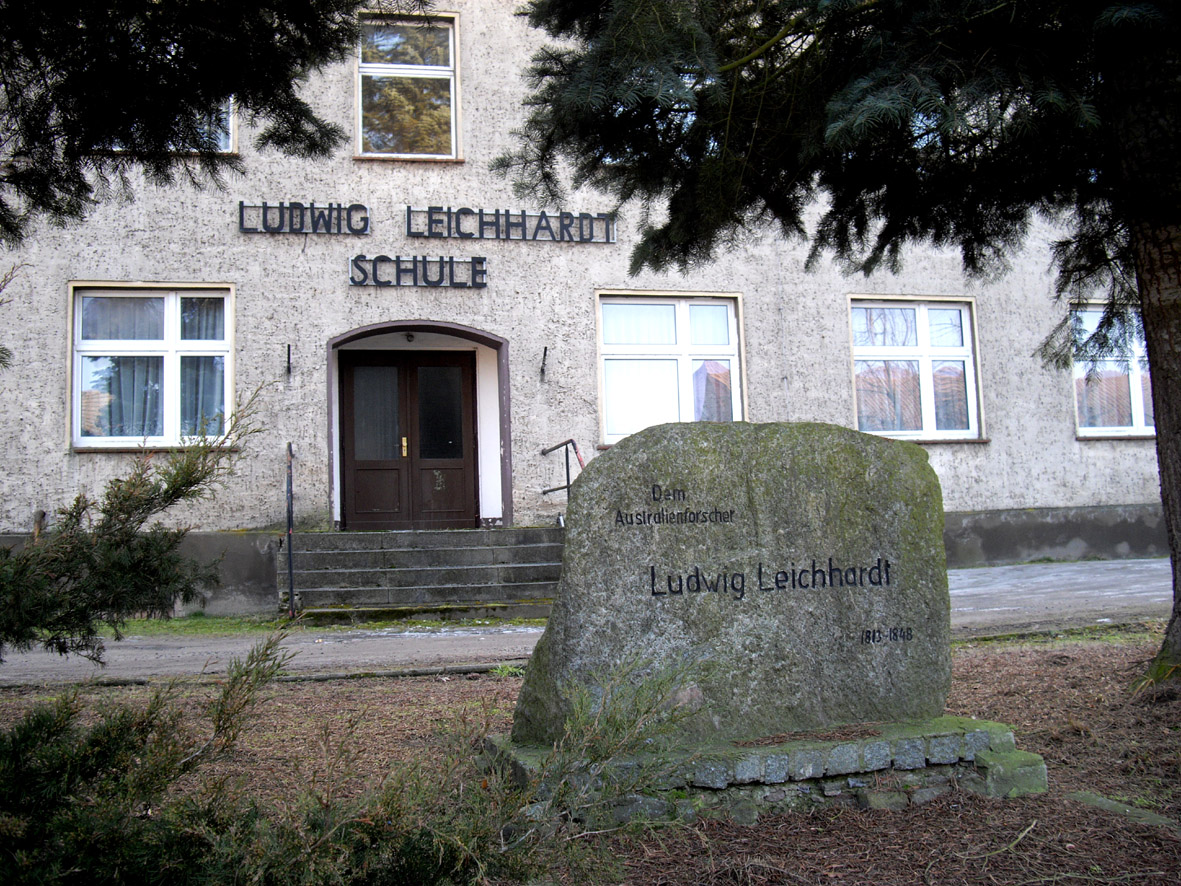
Leichhardtschule (2010 abgerissen) und der Ludwig-Leichhardt-Gedenkstein davor
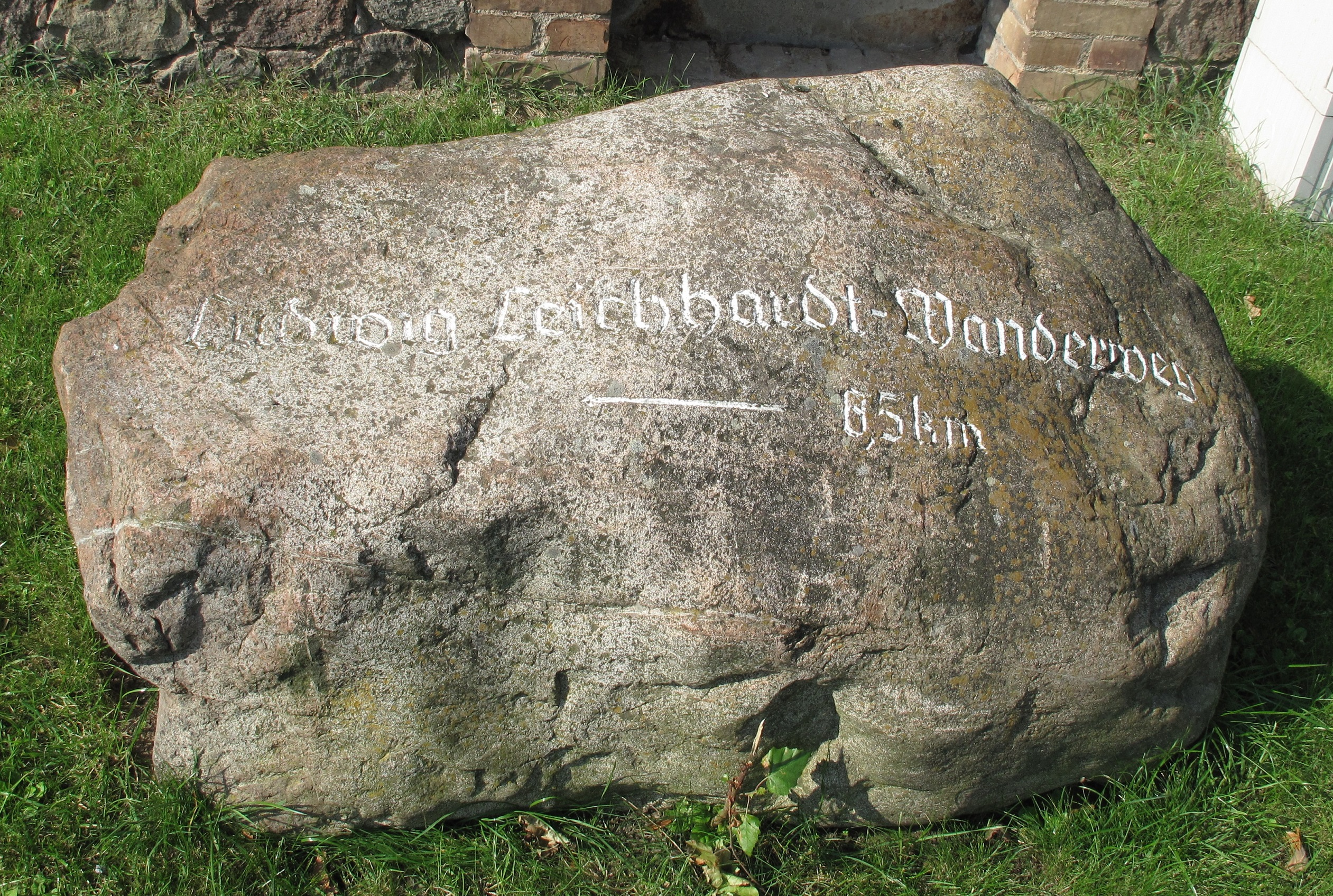
Hinweisstein auf den Leichhardt-Wanderweg
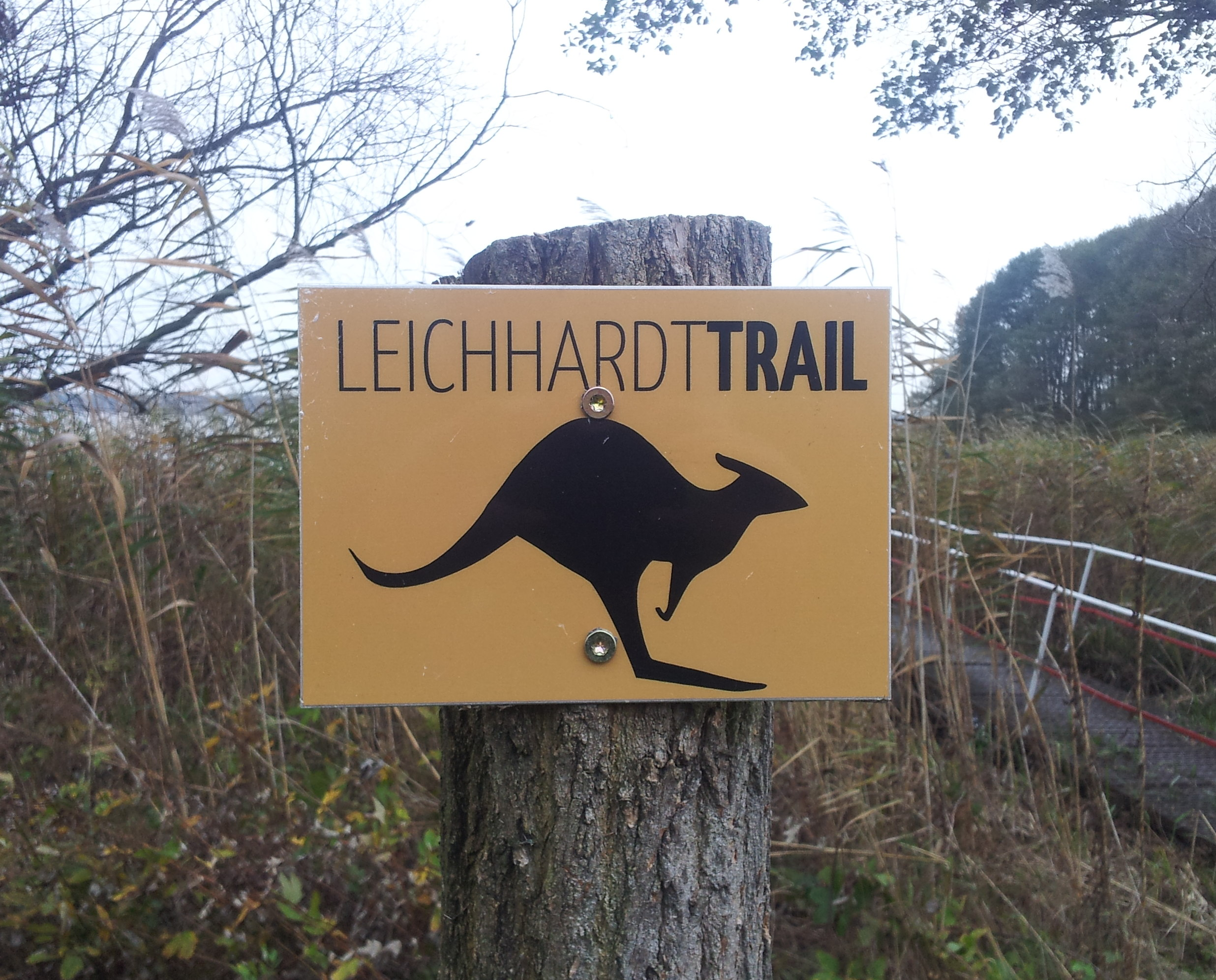
Hinweisschild am Leichhardt-Wanderweg
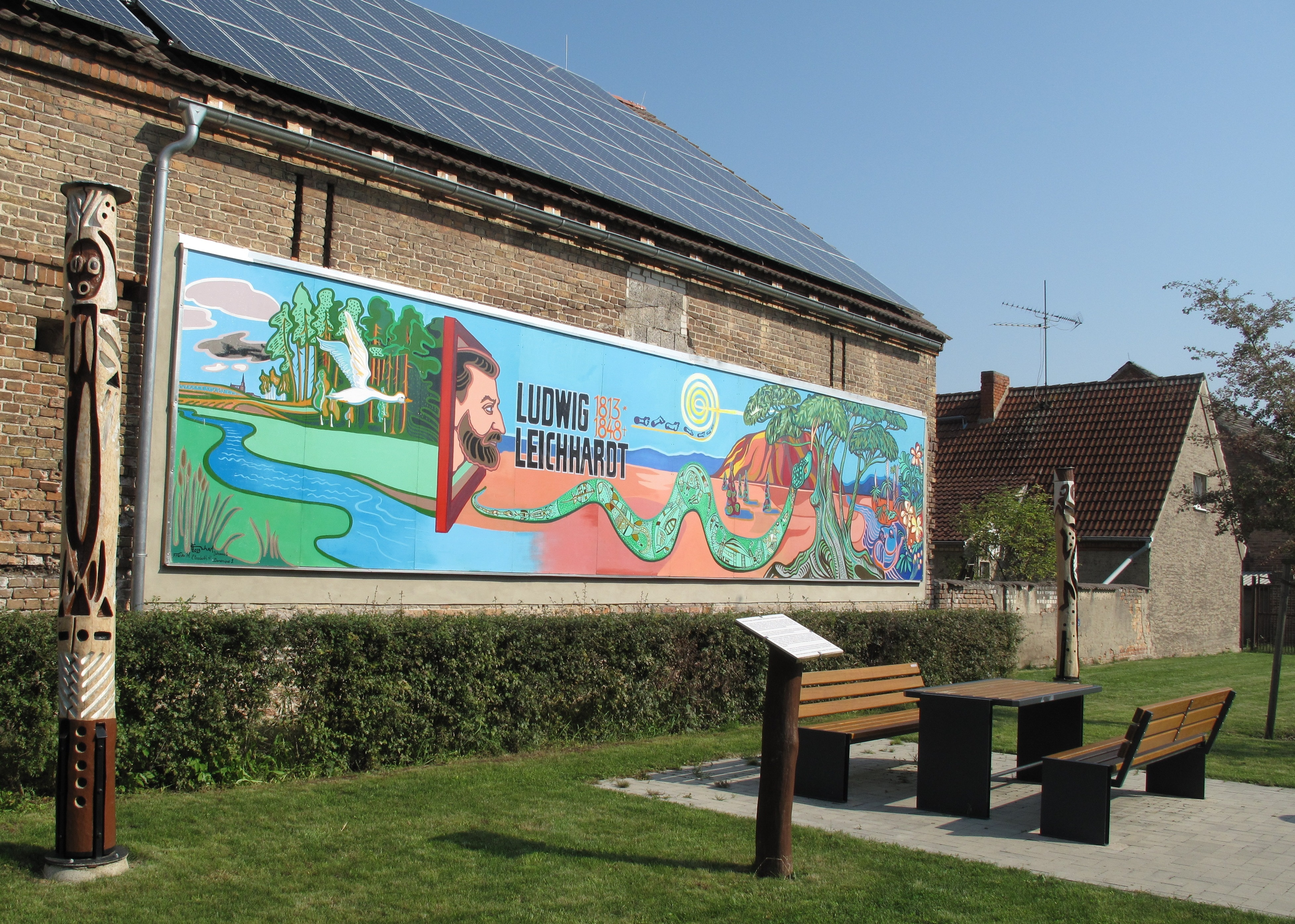
Monumentalbild gegenüber vom Leichhardt-Platz

## Lage
Trebatsch liegt an der äußersten nördlichen Grenze der Niederlausitz, rund zwölf Kilometer südwestlich der Kreisstadt Beeskow und 70 Kilometer südöstlich des Stadtzentrums von Berlin. Neben Trebatsch gehören noch die Dörfer Rocher, Sabrodt und Sawall zum Ortsteil; die Dörfer Trebatsch und Sabrodt bilden eine zusammenhängende Siedlungsfläche und werden nur durch die Spree getrennt. Die Gemarkung des Ortsteils grenzt im Norden an Ranzig, im Nordosten an Leißnitz mit den Dörfern Glowe und Sarkow, im Osten an Speichrow, im Süden an Ressen-Zaue und Mittweide, im Westen an Schuhlen-Wiese und im Nordwesten an Briescht. Weitere Nachbarorte sind Niewisch und Pieskow auf der anderen Seite des Schwielochsees, der an dieser Stelle zu Speichrow gehört.
Die Teilorte Trebatsch und Sabrodt liegen an der Spree, Sawall liegt am Sawaller Altarm und Rocher am Rocher Mühlenfließ. Südlich von Sawall liegt der Swietensee in der Gemarkung von Trebatsch und im Osten grenzt der Ort an den Schwielochsee und an den Glower See sowie an die Verbindung zwischen beiden Seen, die als „Der Hals“ bezeichnet wird. Trebatsch und Sabrodt liegen an der Bundesstraße 87 (Lübben–Frankfurt [Oder]).

## Geschichte

Trebatsch mit Pfarrhaus, Kirche, Schloss, Schule, Gasthof zur grünen Linde und Dorfstraße (Postkarte von 1909)

Trebatsch entstand als slawische Siedlung und wurde erstmals im Jahr 1004 als Triebus urkundlich erwähnt – allerdings war die Zuordnung von Triebus zu Trebatsch lange umstritten. Nach jüngeren sprachhistorischen Forschungen, die der Onomastiker Karlheinz Hengst vertiefte und 2013 zusammenfasste, dürfte die Zuordnung als gesichert gelten. Im Brandenburgischen Namenbuch (2005) und im Historischen Ortslexikon (1989) wird als erste Erwähnung des Ortes ein Dokument aus dem Jahr 1324 mit der Angabe czu Trebetsch genannt.
Zur Zeit der Mark Brandenburg war Trebatsch der Hauptort des Amtes Trebatsch, zu dem noch die Dörfer Falkenberg, Sabrodt, Sawall und Stremmen gehörten. Ab 1737 war das Amt der Herrschaft Wusterhausen (später Königs Wusterhausen) unterstellt. Trebatsch gehörte zum Beeskow-Storkowischen Kreis. Dieser wurde nach dem Wiener Kongress im Jahr 1815 geteilt und Trebatsch war fortan Teil des Landkreises Beeskow im Regierungsbezirk Frankfurt. Im Jahr 1836 wurde der Kreis Beeskow-Storkow wieder hergestellt und vollständig Teil des Regierungsbezirks Potsdam. Am 1. Dezember 1871 hatte die Landgemeinde Trebatsch 360 Einwohner in 82 Haushalten, von den Einwohnern waren 162 Männer und 198 Frauen; 89 Einwohner waren Kinder unter zehn Jahren. 349 Einwohner der Landgemeinde waren evangelisch-lutherischer Konfession und elf Einwohner waren Juden. Die Landgemeinde Trebatsch gliederte sich zu diesem Zeitpunkt in die Dörfer Trebatsch und Rocher sowie die Ausbauten Eisenhammer und Leichhardt genannt Lug. Der Gutsbezirk Fideicommissarisches-Polizeiamt Trebatsch hatte zum gleichen Zeitpunkt 106 Einwohner, 50 Männer und 56 Frauen, in 18 Haushalten. 22 Einwohner waren Kinder unter zehn Jahren und alle waren evangelisch-lutherischer Konfession. Zum Gutsbezirk gehörten die Siedlungen Gut Trebatsch und Familienhäuser bei Rocher.

Schloss, Trebatsch a. Schwielochsee (Postkarte von 1910)

Um 1903 wurde der unbewohnte Forstgutsbezirk Kossenblatt in die Landgemeinde Trebatsch eingegliedert. Am 1. Dezember 1910 hatte die Landgemeinde 250 und der Gutsbezirk 106 Einwohner. Bei der Auflösung der Gutsbezirke in Preußen im Jahr 1928 wurde der Gutsbezirk Trebatsch in die Landgemeinde eingegliedert. Im Zuge der nationalsozialistischen Germanisierung sorbischstämmiger Ortsnamen wurde Trebatsch am 18. November 1937 in „Leichhardt“ umbenannt. Die ebenfalls sorbischen Ortsnamen von Sabrodt und Sawall waren bereits im April 1937 gestrichen und die beiden Dörfer zwangseingemeindet worden. Nach dem Ende des Zweiten Weltkrieges wurden diese Änderungen rückgängig gemacht.
Nach dem Krieg lag Trebatsch zunächst in der Sowjetischen Besatzungszone und ab 1949 in der DDR. Am 1. Juli 1950 wurde der Landkreis Beeskow-Storkow aufgelöst und die Gemeinde Trebatsch in den Landkreis Lübben (Spreewald) eingegliedert. Bei der DDR-Kreisreform am 25. Juli 1952 wurde die Gemeinde dem neu gebildeten Kreis Beeskow im Bezirk Frankfurt (Oder) zugeordnet. Am 1. Januar 1973 wurden Sabrodt und Sawall wieder nach Trebatsch eingemeindet. Nach der Wiedervereinigung lag Trebatsch zunächst im Landkreis Beeskow im Land Brandenburg und schloss sich dort mit elf weiteren Gemeinden zum Amt Tauche/Trebatsch zusammen, das fortan die Verwaltungsaufgaben übernahm. Am 6. Dezember 1993 ging der Landkreis Beeskow im Landkreis Oder-Spree auf. Nach Ablauf der Zustimmungsbefristung am 18. September 1994 wurde das Amt Tauche/Trebatsch in Amt Tauche umbenannt.
Am 31. Dezember 2001 schlossen sich Trebatsch und die Gemeinden Briescht, Falkenberg, Giesendorf, Görsdorf bei Beeskow, Kossenblatt, Lindenberg, Mittweide, Ranzig und Werder/Spree zu der neuen Gemeinde Tauche zusammen. Das Amt Tauche wurde am 26. Oktober 2003 mit der Eingliederung der letzten verbliebenen Gemeinde Stremmen aufgelöst.

## Vereine und kommunale Einrichtungen
- Landsportverein 57 Trebatsch e. V.
- Ludwig-Leichhardt-Gesellschaft e. V.
- Freiwillige Feuerwehr Trebatsch
- Kindertagesstätte und Hort

## Persönlichkeiten
- Ludwig Leichhardt (1813–1848), Forscher, Zoologe, Botaniker, Geologe
- Carl Franz Noack (1855–1945), Architekt, Bauingenieur und Stadtplaner
- Wilhelm Wegener (1895–1944), General der Infanterie im Zweiten Weltkrieg